# Amerikansk sekvoja

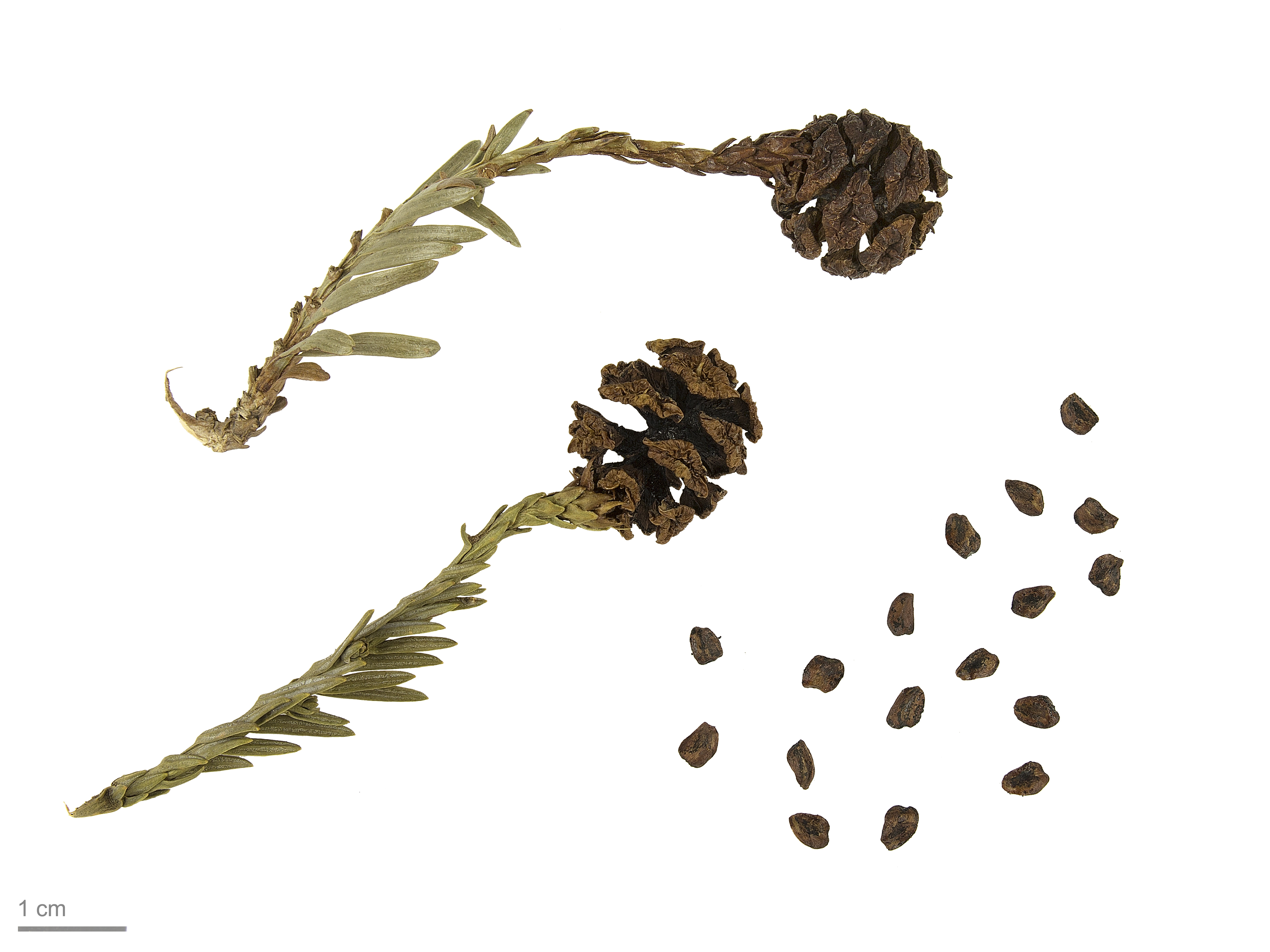
Sequoia sempervirens

Amerikansk sekvoja (Sequoia sempervirens) eller redwood är en art av barrväxt i släktet Sequoia i familjen Cypressväxter. Amerikansk sekvoja är världens högsta trädart och nära släkt med kinesisk sekvoja och mammutträd.

## Biologi
Artepitetet i det vetenskapliga namnet, sempervirens, betyder "städsegrön", en egenskap som gäller för de flesta barrväxter.
Amerikansk sekvoja förväxlas ofta med mammutträd, ett träd som även det är mycket stort, och som endast förekommer vildväxande i Kalifornien och sydvästra Oregon. De båda skiljs lätt genom bladverket och kottarna, och att mammutträden växer i Sierra Nevadabergen medan sekvojan växer närmare kusten och norrut till Washington. Namnet "sekvoja" är givet efter cherokeshövdingen Sequoyah (George Guess), känd för att ha utvecklat ett eget skriftspråk.
Det finns flera exemplar som är över 100 meter höga. Det högsta nu levande trädet skall vara runt 115 meter. Trädet växer i låglandet och i låga bergstrakter upp till 920 meter över havet. Arten ingår i skogar tillsammans med barrträd som douglasgran, jättehemlock och kustgran samt lövträd som jättelönn and Lithocarpus densiflorus. Amerikansk sekvoja hittas vanligen i regioner med dimma.
Det danska namnet rødtræ (rödträd) kommer ifrån det engelska redwood, som i sin tur hämtats från spanskan. Det är lätt att förstå namnet, då kärnvirket varierar i färg från ljust rött till mörkt rödbrunt  Också barken har en rödaktig färg, men kan av solljuset blekas till en grå nyans.
Då barken inte innehåller någon kåda, så är den extremt motståndskraftig mot bränder. Detta är också en förutsättning för att träden ska kunna bli så gamla. Det äldsta kända trädet är ungefär 2 400 år gammalt.

## Förekomst och användning
Stora bestånd av amerikansk sekvoja finns i Redwood nationalpark i Kalifornien.
Artens trä används för byggnader och små träbitar för att täcka marken kring odlade växter. Beståndet hotas främst av intensivt skogsbruk. Enligt uppskattningar minskade hela populationen med 50 procent under tre generationer (räknad från 2011). IUCN listar arten som starkt hotad (EN).

## I kulturen
Scenerna i filmen Star Wars: Episod VI - Jedins återkomst (1983) föreställande skogsmånen Endor, boplats för ewokerna, spelades in bland sekvojaskog i Redwood nationalpark.
I filmen Studie i brott (1958) finns det en scen där en av huvudfigurerna påstår sig vara ett resultat av reinkarnation. Hon pekar på årsringarna på en bit av ett nedhugget träd och säger att vid den tiden föddes hon.